# Борис Джуліано
Джорджіо Борис Джуліано (П'яцца-Армерина, 22 жовтня 1930 - 21 липня 1979, Палермо) - італійський поліцейський, начальник поліції Палермо, Начальник Летючого загону поліції Палермо. Вбитий сицилійською мафією під час здійснення розслідування щодо торгівлі героїном та відмивання грошей. 

## Біографія
Борис Джуліано народився 22 жовтня 1930 року в місті П'яцца-Армерина, що в провінції Енна на Сицилії. Він був сином офіцера ВМС Італії. Частину свого дитинства він провів у Лівії, де служив його батько. 1941 року родина переїхала до Мессіни, де Борис Джуліано отримав освіту у 1956 році. 
До того як потрапити у поліцію Борис Джуліано працював менеджером у виробничій компанії в Мілані, де мешкала його родина. 
У 1962 році виграв конкурс на комісара поліції, а у 1963 році після закінчення навчального року попросився перевести його до Летючого загону поліції Палермо, де пропрацював до трагічного кінця свого життя. Це були роки, що увійшли в історію як перша війна мафії. 
У 1973 році він став заступником начальника поліції при Бруно Контраді , який створив секцію, що розслідувала злочини мафії. Їх називали "B&B", Бруно та Борис. Разом вони докорінно змінили методи розслідування: дві зустрічі на день з усіма посадовими особами, щоб підбити підсумки поточних розслідувань та обмінятися інформацією. (Пізніше Контрада був заарештований і засуджений за допомогу та підтримку мафії). 
У вересні 1970 року Джуліано був залучений до розслідування зникнення журналіста Мауро де Мауро. Працюючи журналістом Мауро де Мауро зацікавився втручанням Енріко Маттея, що очолював італійську нафтову компанію ENI, у сицилійську політику, що у свою чергу нашкодило сицилійським мафіозі Ігнаціо та Антаніо Сальво. Які у свою чергу прийняли рішення усунути Енріко Маттея. Можливо де Мауро зібрав документи, які могли пролити світло на смерть Енріко Маттея, або ж він розслідував в іншиїх напрямках, наприклад торгівлю наркотиками чи зв'язки між мафією та владою. Розслідуванню вбивства журналіста перешкоджали, за словами Джуліано у Римі був "хтось із міністерства, який не хоче з'ясувати причину смерті де Мауро". 
У 1979 році Джуліано розслідував відкриття двох портфелів, що містять 500 000 доларів США, в аеропорту Палермо-Пунта Раїсі, що виявилося платою за партію героїну, вилучену в аеропорту JF Kennedy в Нью-Йорку. Одночасно з цим розслідуванням люди Джуліано зупинили двох гангстерів, Антоніно Маркеза та Антоніно Гіо, в кишенях яких знайшли рахунок за комунальні послуги з адресою через Пекори Гіральді: у квартирі поліцейські знайшли зброю, чотири кілограми героїну та підроблену ліцензію на якій була наклеєна фотографія Леолуки Багарели, зятя корлеонського боса Сальваторе Ріїна; крім того, в шафі було знайдено ще одну фотографію, на якій зображені численні члени мафії, близькі до клану Корлеонесі, в тому числі Лоренцо Нуволетта, член Камори, пов'язаний з Коза Ностра. Після відкриття в квартирі на вулиці Галеаццо, почали надходити анонімні телефонні дзвінки до штаб - квартири поліції в Палермо, в яких погрожували смертю Джуліано.
Вилучені кошти від продажу героїну, за інформацією Джованні Фальконе, складали 600 мільйонів доларів США. Виручені кошти були реінвестовані у нерухомість через банкіра Мікеле Сіндона. Джуліано виявив чеки та інші документи, які вказували на те, що Сіндона через Ватиканський банк переробляв доходи від продажу героїну мафією у своєму банку Amincor у Швейцарії. Він координував свої розслідування з адвокатом Джорджіо Амбросолі, призначеним ліквідатором банку Сіндони, який був оголошений неплатоспроможним через безгосподарний менеджмент та шахрайство, пов’язаний з втратами в спекуляції в іноземній валюті та поганою кредитною політикою. Амбросолі був убитий 11 липня 1979 року в Мілані.

## Вбивство
Через десять днів, 21 липня 1979 року, Джуліано був застрелений у барі «Люкс» у Палермо, приймаючи капучино, чекаючи, коли його машина вивезе на роботу рано вранці.  Вбивцею був бос Корлеонесі Леолука Багарела.  Багарела тричі вистрілив Джуліано в шию і, стоячи над тілом, вистрілив чотири рази в спину Джуліано, перш ніж втекти.
Джуліано розслідував діяльність Багарели після того, як виявив його сховище. Багарела встиг вчасно врятуватися, але всередині схованки Джуліано виявив зброю, чотири кілограми героїну та фальшиві документи з фотографіями Багарели.  Багарела, заарештований у червні 1995 року, отримав довічне позбавлення волі за вбивство.  Вбивство було санкціоновано комісією сицилійської мафії; її члени Сальваторе Ріїна, Бернардо Провенцано, Мікеле Греко, Франческо Мадонія, Джузеппе Кало, Бернардо Бруска, Нене Герачі та Франческо Спадаро також отримали довічне позбавлення волі. 
Борис Джуліано був похований у сімейній каплиці на кладовищі П'яцца-Армерина.

## Родина
Одружений та батько трьох дітей. Старший син Алессандро пішов стопами батька. Керував летючим загоном поліції Венеції, з 2009 року - Мілану. З 1 червня 2019 року на посаді суперінтендант поліції Неаполя. 

## Відзнаки та нагороди
- Золота медаль за громадянську доблесть, Італійська Республіка, 1980 рік[12].
- Професійний інститут промисловості та ремесел "Борис Джуліано" у місті П'яцца-Армерина, був названий на честь Джуліано.
- Будівля, де зараз розміщуються деякі офіси штабу поліції в Палермо, зокрема мобільна команда, названа на честь Бориса Джуліано.
- Нова казарма Державної поліції Італії, що знаходиться в районі Баронеси провінції Енна, названа на честь Бориса Джуліано. Всередині встановлені мармуровий бюст та пам’ятна дошка.
- У 2010 році місто Мессіна, де він провів значну частину свого життя та навчання, присвоїло йому почесне громадянство та присвятило йому однойменний обхід у центрі міста[13].

## Пам'ять
Пам'ять Бориса Джуліано вшанована в ряді фільмах та серіалах:
- Мафія вбиває лише влітку, італійський фільм 2013 року, режисер П'єрфранческо Діліберто.
- Il capo dei capi, італійський мінісеріал 2007 року, режисери Enzo Monteleone, Alexis Sweet.
- Boris Giuliano - Un poliziotto a Palermo, італійський мінісеріал 2016 року, режисер Ріккі Таньяцці,
- Мафія вбиває лише влітку, італійський серіал 2016 року, режисер Лука Рібуолі.